# Alexander and the Terrible, Horrible, No Good, Very Bad Road Trip
Alexander and the Terrible, Horrible, No Good, Very Bad Road Trip é um futuro filme de comédia de estrada familiar norte-americano dirigido por Marvin Lemus a partir de um roteiro escrito por Matt Lopez. É uma sequência independente do filme de 2014 Alexander and the Terrible, Horrible, No Good, Very Bad Day, baseado no livro de mesmo nome de Judith Viorst . É estrelado por Eva Longoria, Jesse Garcia, Paulina Chávez, Rose Portillo, Thom Nemer e Cheech Marin .
Em dezembro de 2020, a Disney contratou o escritor Matt Lopez para escrever uma continuação de Alexander and the Terrible, Horrible, No Good, Very Bad Day para o  Disney+. A sequência seguirá um enredo semelhante ao original, mas se concentrará em uma "família latina multigeracional". Em outubro de 2022, Marvin Lemus assinou para dirigir, enquanto Eva Longoria foi escalada como a mãe de Alexandre. O novo filme mostra a família fazendo uma viagem de carro. Em março de 2024, o título do filme foi alterado para Alexander and the Terrible, Horrible, No Good, Very Bad Road Trip.
O filme será lançado no Disney+ em 28 de março de 2025.

## Premissa
Uma família hispano-americana de ascendência colombiana e mexicana, que recentemente perdeu a conexão entre si e suas raízes, embarca em uma viagem épica que dá terrivelmente errado. Somente Alexander, o suposto membro "amaldiçoado" desta família, pode encontrar uma maneira de reunir todos novamente.

## Elenco
- Thom Nemer como Alexandre Garcia
- Eva Longoria como Val Garcia
- Jesse Garcia como Frank Garcia
- Paulina Chávez como Mia Garcia
- Rose Portillo como Lidia Garcia
- Cheech Marin como Gil Garcia
- Harvey Guillén como Cláudio
- Cristo Fernández como Chavo
- Angela L. Wilson como Cassandra

## Produção
Em dezembro de 2020, uma continuação de Alexander and the Terrible, Horrible, No Good, Very Bad Day foi anunciada para o Disney+, com Matt Lopez escrevendo o roteiro. A sequência seguiria um enredo semelhante ao original aplicado a uma "família latina multigeracional". Em 4 de outubro de 2022, Marvin Lemus foi escolhido como diretor, enquanto Eva Longoria e George Lopez foram escalados como os pais de Alexander. Em fevereiro de 2023, Jesse Garcia se juntou ao elenco. Em março, Thom Nemer foi escalado para o papel principal como Alexandre Garcia. No mesmo mês, Paulina Chávez e Rose Portillo se juntaram ao elenco. Em abril, George Lopez foi substituído por Cheech Marin devido a conflitos de agenda. No mesmo mês, Cristo Fernández e Harvey Guillén se juntaram ao elenco.
A produção começou em abril de 2023 no Novo México. Em março de 2024, o título do filme mudou para Alexander and the Terrible, Horrible, No Good, Very Bad Road Trip .

## Lançamento
Alexander and the Terrible, Horrible, No Good, Very Bad Road Trip está programado para ser lançado no Disney+ em 28 de março de 2025.